# Kasteel van La Lande
Het Kasteel van La Lande (Frans: Château de la Lande) is een kasteel in de Franse gemeente Rocles. Het kasteel is een beschermd historisch monument sinds 2001.